# Kromlech

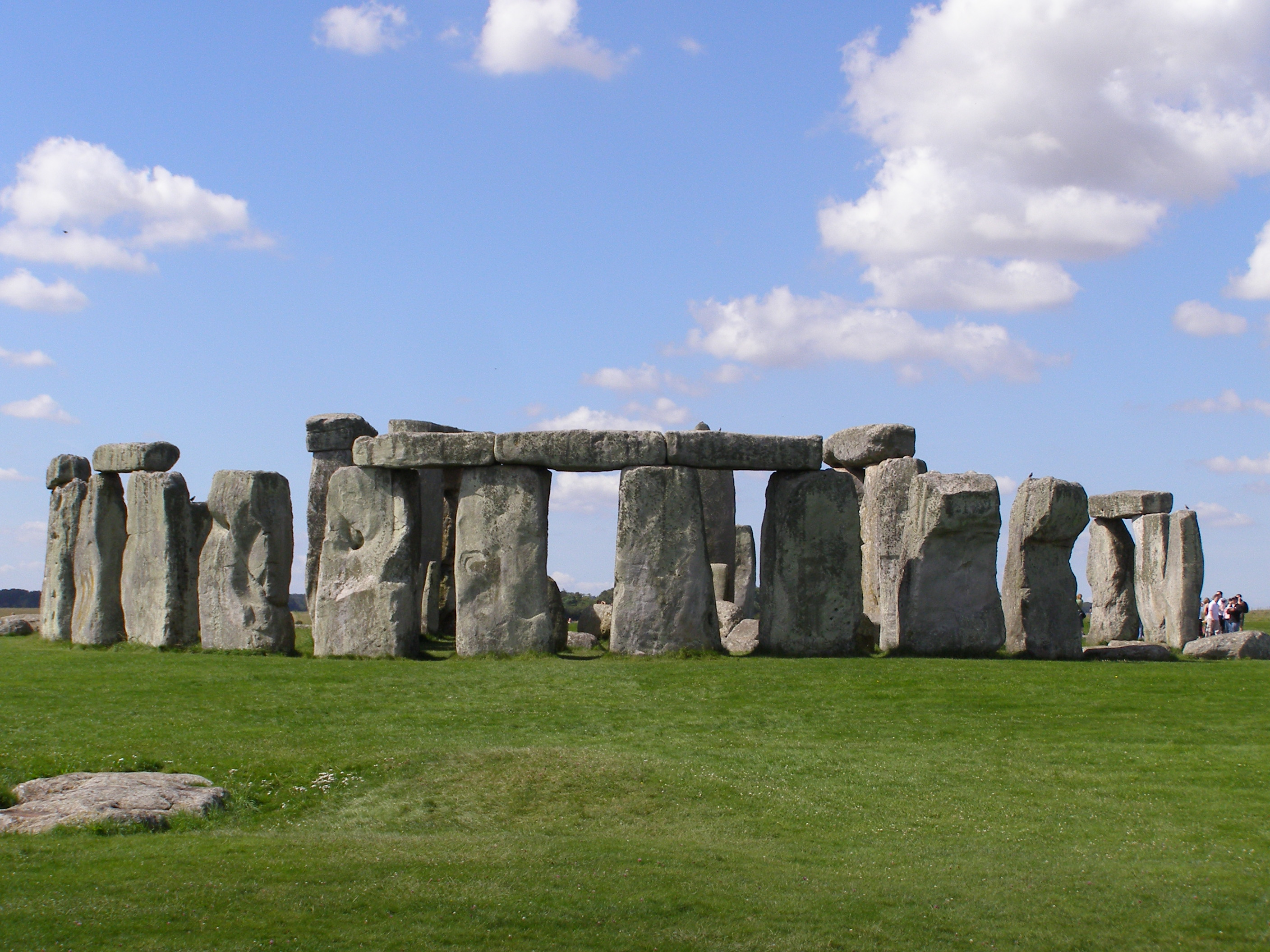
Stonehenge

Kromlech (z celtyckiego crom „wygięty”, lech „kamień”) – krąg zbudowany z ustawionych pionowo kamieni, często wokół grobowca lub miejsca kultu. Stawiane były w neolicie oraz w epoce brązu, najczęściej na terenach Bretanii, Anglii i Irlandii – pierwsze kromlechy pojawiły się w drugiej połowie IV tysiąclecia p.n.e. Było to najprawdopodobniej miejsce kultu i zebrań plemiennych. Do najbardziej znanych należy Stonehenge.
Kromlechy rozpowszechniły się także w innych regionach Europy, w Afryce, Azji (głównie Indie i Japonia), w obu Amerykach, Australii i na niektórych wyspach Oceanu Spokojnego. W Polsce można je spotkać na Pomorzu w miejscowości w dolnym biegu rzeki Wdy.
Kromlech bywa uważany za prototyp kolumnady. Przypuszcza się, iż był „używany” jako obserwatorium Słońca, świątynia Słońca, do przewidywania zaćmień oraz pozycji ciał niebieskich.

## Kromlechy naWyspach Brytyjskichi wIrlandii

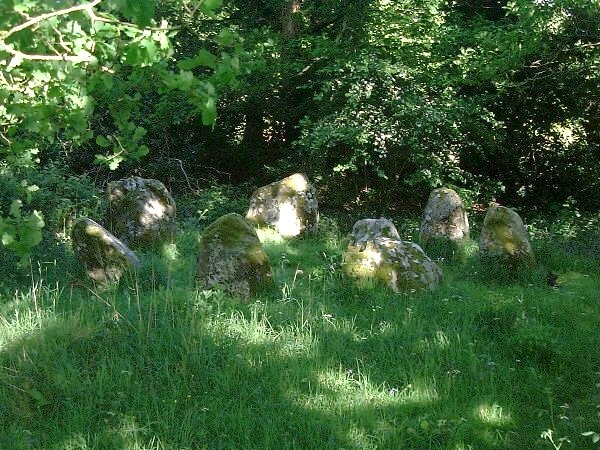
Kamienny krąg Lisseyviggeen także znany jako Siedem sióstr (ang. Seven Sisters), hrabstwo Kerry, Irlandia

Kromlechy często były orientowane wzdłuż linii wschodzącego lub zachodzącego słońca lub księżyca o określonych porach roku. Stąd wynika wniosek, iż sezonowość była dla ówczesnych ludów ważna.
W środkowym neolicie (3700–2500 p.n.e.) kamienne kręgi zaczęły się pojawiać w północnych regionach Wysp Brytyjskich, raczej przy brzegach morskich. W osi przemysłowej Langdale w Lake District znajduje się najwięcej z wczesnych tego typu obiektów.
W późniejszym neolicie kamienne kręgi były budowane z większą precyzją i rozmachem. Zaczęły się także pojawiać na śródlądziu wysp. Ich średnice dochodziły do 400 m tak jak w przypadku Avebury. Większość jednak miała średnicę około 25 m. Za to ich forma przyjmowała coraz to bardziej skomplikowane układy z dwoma lub trzema rzędami głazów – te są często uznawane/nazywane kromlechami koncentrycznymi.
Ostateczna faza budowy kromlechów przypada na środkową epokę brązu (2220–1500 p.n.e.) kiedy to zaczęły się pojawiać małe kręgi kamienne, budowane przez niewielkie grupy osób (jak rodzina). Wiele doskonałych przykładów kręgów można znaleźć w Parku Narodowym Dartmoor, Devon czy Grey Wethers.
Po 1500 p.n.e. zaprzestano budowy kromlechów. Powodem tego były ruchy migracyjne i pojawienie się nowych religii. Często łączono istnienie kręgów z działalnością druidów, jednak jest to niemożliwe. Celtowie pojawili się na terenach obfitujących w kromlechy od IV do I w. p.n.e., ponad 1000 lat po zaprzestaniu ich budowy i przebudowy (często kilkukrotnej), a druidzi mogli nadać napotkanym zabytkom zupełnie nowe nazwy i nowe funkcje.

## Kromlechy w Polsce

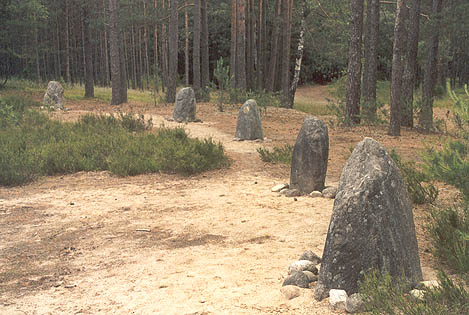
Fragment kamiennego kręgu w Grzybnicy

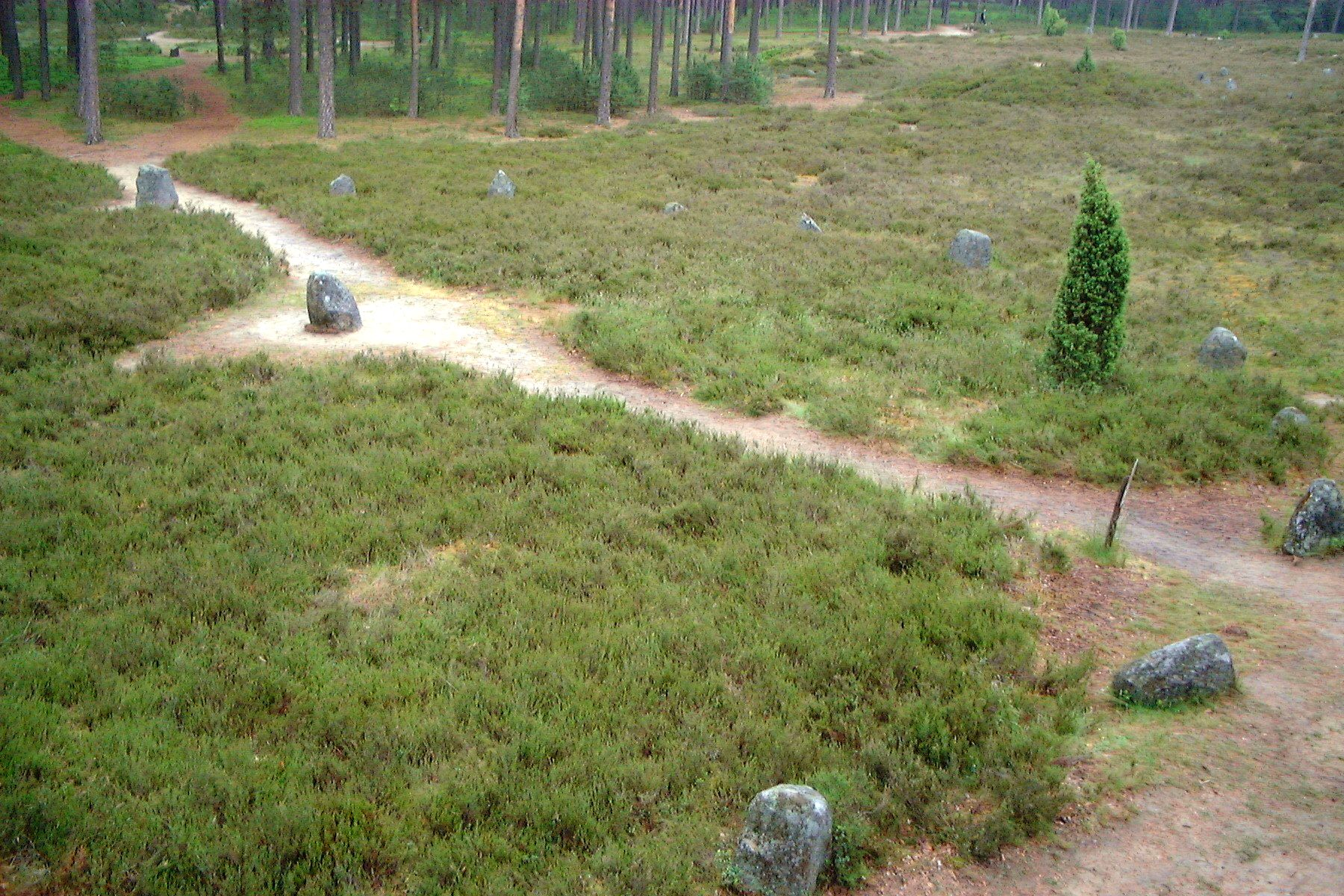
Kamienny krąg w Odrach

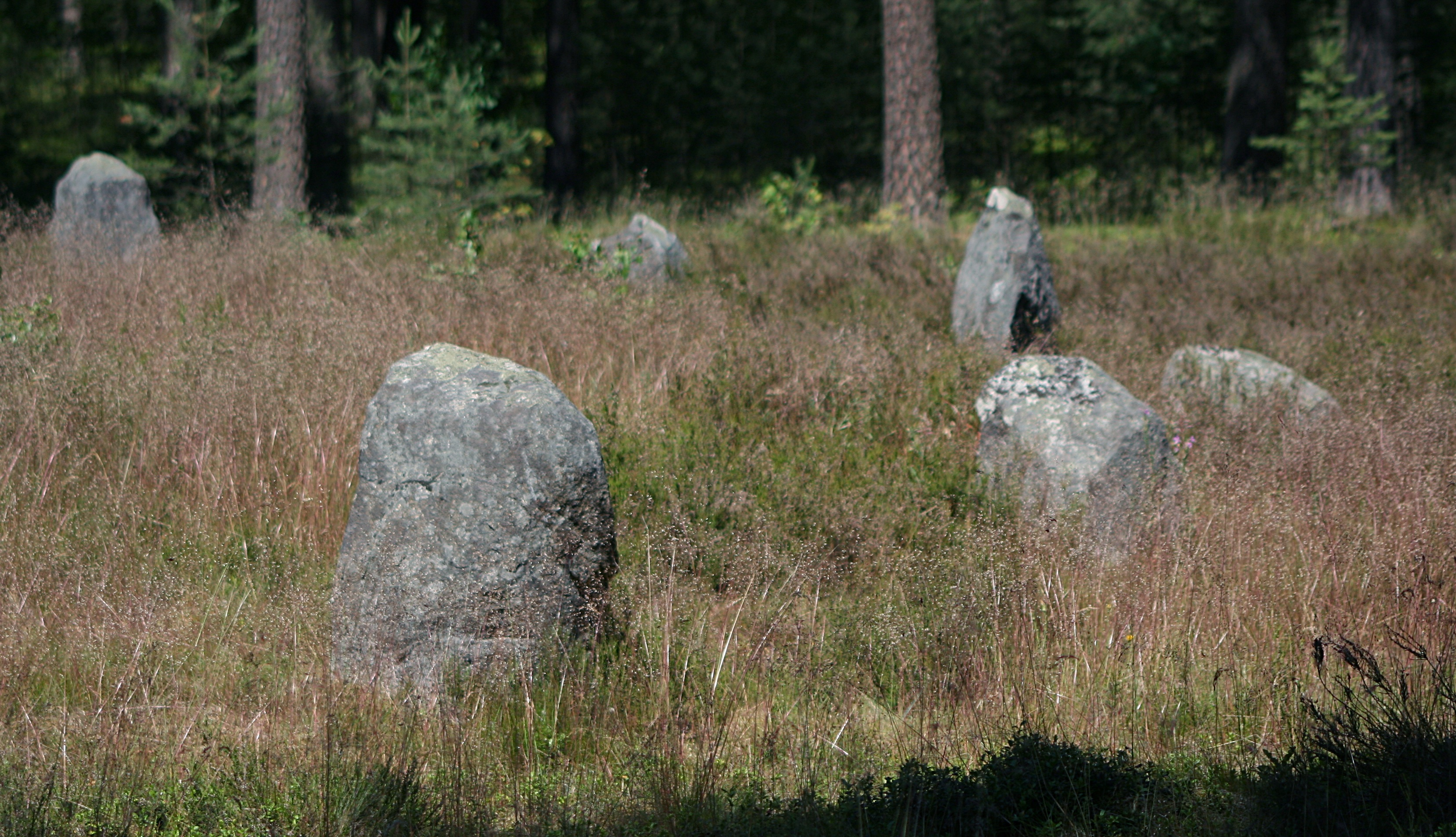
Fragment jednego z kręgów w Odrach

W Polsce spotyka się kręgi pochodzące z okresu rzymskiego, o nieco odmiennej konstrukcji. Przykłady takich kręgów znajdują się między innymi w Grzybnicy k. Koszalina oraz w Leśnie, Węsiorach i Odrach. Jednak niestaranność położenia kamieni może oznaczać, iż nie były używane jako instrumenty astronomiczne. Ułożenie głazów łączyło się raczej z symboliką niż funkcjonalnością.
Największe znajdują się w okolicach wsi Odry (gmina Czersk, powiat chojnicki). Zlokalizowane są nad rzeką Wdą i objęte ochroną w rezerwacie archeologiczno-przyrodniczym „Kręgi kamienne”. Dość powszechny jest pogląd o skandynawskim pochodzeniu tych konstrukcji. Te znane z Pomorza powstały prawdopodobnie w ciągu I w. n.e. w wyniku ekspansji germańskiego plemienia Gotów. Goci przebywali na terenie Pomorza, ściślej na Pojezierzu Kaszubskim, do początku III wieku. Wtedy porzucili cmentarzyska z kręgami kamiennymi i ruszyli pod wodzą jednego z władców (królów?) Filimera, syna Gadariga w kierunku południowo-wschodnim do legendarnej krainy Oium (według Jordanesa, gockiego dziejopisarza z VI w.)
Początkowo kręgi były miejscem spotkań poszczególnych rodów „użytkujących” cmentarzysko. Tam też mogły zapadać najważniejsze decyzje dotyczące całej grupy. Później (tj. od przełomu II i III w.) zaczęto w obrębie kręgów także chować zmarłych.

### Kręgi Kamienne w Odrach
Wewnątrz ogrodzenia pośród rzadkiego sosnowego lasu znajduje się 10 całych i fragmenty kręgów kamiennych, z których najmniejszy ma średnice 15 m, a największy 33 m. Na obwodnicy kręgów ustawione są kamienie wystające od 20 do 70 cm ponad powierzchnię ziemi. Liczba ich waha się od 16 do 29 sztuk w jednym kręgu. W środku kręgu ustawiony jest jeden, a rzadko dwa kamienie. Prócz kręgów na terenie rezerwatu znajduje się około 30 kurhanów, o średnicy od 8 do 12 m.
"Kręgi Kamienne" dają dowód pierwotnej kultury zamierzchłych czasów i stanowią ciekawy przedmiot badań:
- archeologicznych,
- przyrodniczych (głównie lichenologicznych),
- archeoastronomicznych.

Od dawna teren ten znajdował się w centrum uwagi wielu badaczy, naukowców i amatorów. Tajemniczymi kręgami i kurhanami zaczęto interesować się kilkadziesiąt lat temu. Pierwsze badania były prowadzone w drugiej połowie XIX wieku. Pierwszymi badaczami byli Abraham Lissauer i Wilhelm August Stryowski. Zniszczyli oni wiele jam grobowych, przesunęli niektóre kamienie. Pomiarów topograficznych terenu dokonał w 1915 mierniczy z Poznania Paul Stephan. Jako mierniczy najbardziej interesował się rozmieszczeniem kamieni i kręgów. Według niego można wysunąć tezę, że kręgi kamienne były swego rodzaju zegarami prehistorycznymi.
Pierwszym Polakiem – archeologiem, który zainteresował się tym terenem był prof. Józef Kostrzewski (odkrywca Biskupina). Uznał on, że teren ten jest cmentarzyskiem z I i II w. n.e., a kręgi i kurhany – grobami. W czasie prac archeologicznych przebadał trzy kurhany i jeden krąg całkowicie. W kurhanach znalazł: złoty wisiorek, paciorki szklane, spinki, sprzączkę brązową, resztki tkanin, ułamki glinianych naczyń z okresu rzymskiego. Oprócz grobów popielcowych natrafiono także na występowanie śladów dwóch rodzajów obrzędów pogrzebowych, co pozwoliło wysunąć tezę, że na tym terenie obok ludu tubylczego, który swoim zwyczajem palił zwłoki zmarłych, pojawili się obcy przybysze z północy.
W I w. n.e. na Pomorzu pojawiła się ludność germańska – Goci, którzy przybyli z Skandynawii. Pozostałością po nich są groby szkieletowe.
W 1962 wznowiono na terenie rezerwatu badania archeologiczne. Prace naukowo-badawcze rozpoczął prof. Jerzy Stanisław Kmieciński z Katedry Archeologii Uniwersytetu Łódzkiego. Na szczególną uwagę zasługują groby znalezione w kurhanach, zwłaszcza kobiece. Są one bogato wyposażone w różne ozdoby, co pozwala przypuszczać, że kobieta-matka odgrywała bardzo ważną rolę w ówczesnym społeczeństwie (zapinki, agrafy, paciorki, bransolety, wisiorki, naczynia, które nie były produkowane na miejscu, ale w pracowniach Cesarstwa Rzymskiego). Męskie pochówki były ubogie, gdyż nie było zwyczaju wkładania do grobu narzędzi ani uzbrojenia. Rewelacją było odkrycie śladów orki, które dostrzeżono na granicy calca i próchnicy i pierwotnej. Ślady orki pochodzą z okresu, kiedy na tym obszarze mieszkała ludność kultury pomorskiej. Odkrycie to świadczy zdecydowanie o rolniczym charakterze ludności. prof. Kmieciński prowadził badania wykopaliskowe w 8 kręgach i 25 kurhanach. Odkryto około 480 grobów. Według niego cmentarzysko odrzańskie pochodzi z II–IV w. n.e.
Ostatnio badania prowadzi prof. Tadeusz Grabarczyk, który twierdzi, że jest to cmentarzysko Gotów. Około 70 r. n.e nad Wdę przybywa jedna z grup Skandynawskich. Osiedlają się prawdopodobnie w najbliższej okolicy na okres 130–150 lat. Goci chowają w kurhanach z nasypem kamiennym, w kręgach kamiennych i części płaskiej cmentarzyska, gdzie wszystkie groby były początkowo oznaczone tzw. stelami. W grobach szkieletowych na uwagę zasługuje fakt, że głowa zmarłego zwrócona była w kierunku północnym. Łącznie odkryto ponad 600 grobów. Pobyt Gotów na tym terenie stanowił tylko epizod w dziejach tej ziemi. Zdaniem dra T. Grabarczyka obiekt jest cmentarzyskiem z okresu wpływów rzymskich, użytkowanym przez skandynawskich Gotów w latach 70–200 (220) r. n.e.